# Mermaid Melody: Pichi Pichi Pitch
Mermaid Melody: Pichi Pichi Pitch (マーメイドメロディー ぴちぴちピッチ, Māmeido Merodī Pichi Pichi Pitch) és una sèrie manga japonesa escrita per Michiko Yokote i il·lustrada per Pink Hanamori. Va ser publicada originalment a la revista mensual Nakayoshi entre agost de 2002 i març de 2005. Consta de 32 capítols publicats (incloent-hi dos especials) compilats en set volums. Pichi Pichi Pitch està basat en el conte de La sireneta de Hans Christian Andersen, que tracta sobre una sirena que s'enamora d'un humà i que es transforma en humana per conquistar-li el cor.
TV Aichi va produir-ne una sèrie d'anime de 91 capítols, dividida en dues temporades, emesa al Japó des d'abril de 2003 fins a desembre de 2004.
Una seqüela del manga titulada Mermaid Melody Pichi Pichi Pitch Aqua, protagonitzada per la filla de Lucia, es va començar a publicar l'agost de 2021 a la revista Nakayoshi de Kōdansha.

## Argument
La Luchia Nanami, la princesa sirena de l'oceà Pacífic Nord, surt de l'aigua per trobar el noi que havia salvat d'una onada de tsunami set anys abans de l'inici de la història, de qui es va enamorar i li havia confiat la seva perla rosa. Finalment troba el noi: un surfista adolescent anomenat Kaito Domoto. En Kaito, però, no reconeix la Luchia en la seva forma humana i ella no pot dir-li directament a Kaito qui és realment; en cas contrari, segons la llegenda de la sirena, es convertiria en bombolles i desapareixeria. La Luchia intenta convèncer en Kaito perquè esbrini qui és realment (ja que la llegenda no diu res sobre que l'altra persona descobreixi la veritable identitat d'una sirena per ella mateixa).
Paral·lelament, a Luchia se li ha dit que un grup de dimonis aquàtics ha envaït el món del mar i ha de reunir sis princeses sirena més i les seves perles per fer tornar la llegendària deessa Aqua Regina per aturar-les. Per aconseguir-ho, uneix forces amb la Hanon, la princesa sirena de l'Oceà Atlàntic Sud, i la Rina, la princesa sirena de l'Oceà Atlàntic Nord. Les princeses sirenes, aleshores, fan servir les seves perles per convertir-se en superestrelles adolescents de la cançó, moment en el qual les seves veus adquireixen poder ofensiu.

## Personatges
Luchia Nanami
La Luchia és el personatge principal de l'anime i també del manga. És la princesa de l'oceà Pacífic Nord i la seva perla és la Perla Rosa. Té 13 anys en els primers capítols i 14 en els altres. Com humana apareix amb els cabells rossos a l'altura de l'espatlla, ulls de color blaus i sempre duu dues cintes vermelles en el seu cabell. Com sirena i cantant apareix amb el cabell molt més llarg i ros, lligat amb dues cues altes i dos flocs solts i una diadema de perles roses amb una joia ovalada també rosa al centre en forma de cantant, i els seus ulls són turquesa clar. A més porta, en ambdues formes, unes arracades roses anomenats sakuragai amb forma de conquilla.
Apareix des del primer capítol, on en un flashback es veu com quan tenia sis anys va conèixer a un humà, sent amor a primera vista. Ella li va donar la seva perla rosa per salvar d'ofegar, i set anys més tard torna a terra ferma a la recerca de la seva perla. Decideix instal·lar al costat de la Nikora, una sirena del seu regnat, que es fa passar per la seva germana gran. La Nikora i Madame Taki són qui manegen l'Hotel Perla a la costa d'una illa japonesa. Coneix a en Kaito, el nen a qui li havia donat la seva perla i es van enamorant mútuament, però ella no sap si en Kaito estima al seu jo sirena o al seu jo humana. Al final de la primera temporada en Kaito tria al seu jo humana, però descobreix ella és la sirena que temps enrere el va rescatar de morir ofegat en una tempesta.
La Luchia és molt maldestre i innocent, però té un gran cor i està disposada a donar-ho tot pels seus amics, especialment per en Kaito. Molt unida a ell, no suporta que altres noies s'apropin massa i tendeix a ficar molt el nas en assumptes que no li concerneixen, el que fa que tingui més d'un problema, però la seva bondat, la seva amabilitat i la seva gran cor acaben amb totes les dificultats. Molts nois s'interessen en ella i això fa que la gelosia també vinguin de part d'en Kaito. En la segona temporada coneix a un noi molt semblant a en Kaito, que en aquesta temporada perd tots els records que té sobre Luchia. En el manga ella és la propera Reina de l'Aigua, tasca que exerceix temps després. Les seves cançons són: "Koi wa Nandarou" (Què és l'amor) i "Splash Dream" (Somni d'esquitxades).
Kaito Domoto
En Kaito és el noi que la Luchia va rescatar fa 7 anys. Sense saber-ho, és el príncep de Panthalassa. Està enamorat de la Luchia i és el germà d'en Gaito, el seu bessó maligne. Encara que al principi de la sèrie desconeix que la sirena que li va rescatar fa set anys és la Luchia, és incapaç de triar entre "la sirena" i la Luchia. És un noi bastant popular (la qual cosa posa realment gelosa a la Luchia) i li encanta surfejar. Posseeix un gran poder màgic, major fins i tot que el del seu germà, però només el fa servir per a ajudar a la Luchia quan està en perill, en aquests moments en el seu front apareix un símbol daurat. Viu sol perquè els seus pares (que eren músics) van morir en el mateix naufragi del que la Luchia el va rescatar.
Hanon Houshou
La Hanon és la segona sirena que apareix en l'anime i en el manga. És la princesa de l'Oceà Atlàntic Sud i la seva perla és la Perla Aguamarina. Com humana apareix amb els cabells fins a l'espatlla i de color blau fosc amb un clip en forma de "X" groc, i els seus ulls de color marró. Com sirena i cantant el seu cabell és tan llarg com el de la Luchia, però el porta deixat anar amb dues estrelles grogues en ell, molt onejat i blau, i els seus ulls aiguamarina i unes arracades en forma d'estelles grogues.
Té 14 anys. Apareix en el primer capítol com una estudiant normal, però al final de l'episodi es revela l'existència de sirena davant d'en Hippo, el guia de la Luchia. En el capítol 3 s'instal·la a l'hotel Perla. A diferència de la Luchia, ella va arribar a terra ferma per tal de fugir d'en Gaito, el rei de Panthalassa, que va destruir el seu regne. Des del principi es fa molt amiga de la Luchia i al principi apareix com una noia molt centrada, però després coneix a en Tarou Mitsuki, el seu professor de música de qui s'enamora perdudament, i sempre busca la manera d'acostar-s'hi. Arriba un punt en el qual estableix una relació amb ell, encara que al final de la primera temporada descobreix que ell estimava a la Sara, la princesa sirena de l'oceà Índic.
És molt femenina, optimista i divertida, li encanta anar de compres i conèixer nois. Això la fa molt simpàtica en certs casos, encara que estigui una mica obsessionada amb els nois. Sempre vol aconsellar a la Luchia per acostar-se a Kaito. També és una cosa molesta pel que fa a relacions amb nois, encara que pel que sembla també és molt experimentada. Al principi de la segona temporada, després que en Mitsuki se n'anés, coneix a en Nagisa, que s'enamora d'ella, i temps després ella d'ell. Al final aconsegueix decidir entre en Mitsuki i en Nagisa, triant a en Nagisa. Les seves cançons són "Ever Blue" (Sempre Blau) i "Mizuiro no Senritsu" (Melodia Aguamarina), composta per en Mitsuki.
Rina Touin
La Rina és la tercera sirena que apareix en l'anime i en el manga. És la princesa de l'Oceà Atlàntic Nord i la seva perla és la Perla Verda. Com humana té el cabell verd molt fosc fins a la cintura i ulls grisos. Com sirena i cantant el seu cabell és molt més llarg, una mica més onejat al final i més clar amb una diadema de perles grogues, i els seus ulls són verd clar. A més porta unes arracades verdes amb forma de cargol punxegut.
Té 14 anys i està en la mateixa classe que la Luchia i la Hanon. Apareix en el capítol 3, com una noia molt bonica però que fa servir l'uniforme d'home. Viu sola en un apartament. En la seva primera aparició, és bastant solitària, i assetja Kaito perquè no es refia d'ell, ja que creu que Kaito és Gaito, l'enemic més poderós de les princeses sirenes, són la mateixa persona perquè s'assemblen molt. Comença per mostrar distant amb la Luchia i la Hanon. Després d'alguns episodis, es mostra més amable fins que acaben fent-se amigues, i s'ajuden entre elles per combatre contra els seus enemics i vèncer a en Gaito.
La Rina és molt independent i una mica freda, encara que no és que no tingui sentiments sinó que els oculta. És com una germana gran per a les seves amigues i sempre està a punt per donar un consell o per ajudar-les quan estan tristos. Es resisteix a enamorar de cap noi encara que molts hagin sucumbit a la seva bellesa, el seu estil fort i el seu caràcter segur de si mateixa. No és completament de gel davant alguns nois i, en particular, davant de Kaito, però l'oculta per respecte a la Luchia.
En la temporada Pure la Rina canvia molt, es torna més alegre, ja que finalment va alliberar a la seva amiga Noel de Gaito, i troba finalment l'amor en Masahiro Hamasaki, però com sempre, oculta els seus sentiments i es nega a confessar. Les seves cançons són "Star Jewel" (Joia Estel·lar) i "Piece of Love" (Trosset d'amor).
Karen
La Karen és la princesa sirena de l'oceà Antàrtic i la germana bessona de la princesa Noel, sens dubte perquè cada una és princesa d'un dels dos pols de la Terra. La seva perla és la Perla Violeta. És la quarta princesa sirena en aparèixer. Com humana té el cabell violeta fosc llarg fins a la cintura i acabat en rínxols i els ulls de color marró. Com sirena i cantant té el cabell llarg fins als turmells i també acabat en rínxols i d'un color violeta més clar, i els ulls violeta clar. A més porta unes arracades llargues violetes en forma de petxina allargada amb línies verticals cap al final. En la seva forma de cantant més poderosa, porta un recollit adornat amb les mateixes petxines dels seus pendents. La seva germana Noel porta el mateix només que a l'altre costat.
És realment molt maca i bonica, fins a tot va guanyar un concurs de bellesa a la platja. Sol vestir amb roba ajustada i faldilles curtes o pantalons llargs. Sempre porta talons alts i fins. Té una piga sota del seu ull esquerre de la mateixa manera que la seva germana, però la Noel sota l'ull dret.
El seu vestit de princesa sirena se li pot veure ja en dues ocasions: quan la Sheshe ballava amb en Gaito amb l'aparença de la Karen i quan va estar al Festival Verd d'Estiu en el regne de la Rina, a l'Atlàntic Nord. Porta una bonica faldilla llarga doble de diferents tonalitats liles amb tres llaços morats en el centre d'on li comença la seva cua de sirena.
En la seva expedició al pol Sud, porta un abric blanc amb mitges liles i botes llargues també liles. Porta una gorra d'hivern amb tapa orelles amb adorns de color morat. La caputxa té pèls violetes. El seu biquini és de color groc. Es lliga amb un llaç al clatell i amb un altre a l'esquena. És triangular amb una flor vermella al pit esquerre. A la part de sota porta una faldilla lligada amb un llaç en el seu costat esquerre. També porta unes boniques xancletes amb taló molt elegants.
Té una mascota pingüina blava anomenada Pipi. S'assembla a en Hippo, només que ella sembla més nena. És molt bonica, té uns ulls molt grans, les galtes roses i un llacet també rosa al cap. Només diu "Pen-pen" i es porta molt bé amb la Karen perquè ella i les altres sirenes poden entendre el que diu. La Karen també es porta molt bé amb un dofí negre que el va ajudar a descobrir que el palau d'en Gaito es mou gràcies al fet que ella anava muntada sobre d'ell. La Karen té 17 anys.
És l'única princesa sirena que té una germana. La Noel i ella no només s'assemblen físicament, sinó que també tenen moltes coses en comú: la piga sota l'ull, són les princeses sirenes dels dos pols de la Terra, el vestit de la seva forma de cantant s'assembla molt, també una roba de carrer en la qual és del mateix estil, els seus colors freds ... encara que en el que més s'assemblen és en l'amor que sent l'una per l'altra. La Noel és l'única persona amb qui la Karen no és tan malparida i antipàtica. La Karen és més jove que la Noel, perquè quan la Noel va néixer era un dijous 13 febrer gairebé a mitjanit i la Karen va néixer un divendres 14 de febrer (el dia de Sant Valentí) després de mitjanit, això sí, cadascuna en el pol oposat de la Terra. En l'únic que no s'assemblen en res és en el caràcter, ja que la Noel és pràcticament oposada a la Karen en la personalitat.
La Karen té un caràcter una mica rondinaire, misteriosa i impulsiva, és molt egoista i creguda, de vegades s'aprofita dels altres, divertida i emocionant. És extravertida, està entusiasmada i obsessionada amb els nois. Pot resultar una mica impertinent i antipàtica, però és encantadora.
No pot perdonar a la Rina per la captura de la seva germana la Noel, i aquesta és la raó per la qual roman la major part del temps sense ajuntar-se amb la Luchia, la Hanon i la Rina excepte a l'hora d'aparèixer per sorpresa i combatre per ajudar-los. A poc a poc, la Rina li diu no és responsable de la captura de la Noel i que també vol salvar-la. De cop la Karen s'acosta a les tres, i les ajuda a lluitar sobretot en la batalla final per aconseguir salvar a la seva germana Noel.
La Hanon està molt gelosa d'ella, ja que totes creuen que la sirena del Sr. Mitsuki del que tant està enamorada la Hanon és la Karen. Ell també es veu atret cap a la Karen, ja que la confon amb la Sara dient que és molt bonica i en una barbacoa es va quedar mirant-lo per la seva bellesa i el va seguir deixant plantada a la Hanon. Més tard, la Hanon decideix dir a la Karen que el Sr. Mitsuki és per a ella. Quan arma el valor per dir-li hi troben en un restaurant menjant un munt de plats. La Hanon li ho diu i ella li contesta que no sap qui aquest noi (és veritat, ja que ella només se sentia atreta per la seva bella música). Li dona el consell que l'hi pregunti a ell mateix. Les noies, molt agraïdes, li donen les gràcies. La Karen els contesta mentre de va que era el mínim que podia fer, ja que l'havien convidat a dinar. Després s'adonen de l'aprofitada que és la Karen perquè van haver de pagar un dineral.
En la temporada Pure, la Karen torna de nou amb la Noel i amb la Coco per a les vacances d'estiu i durant alguns altres episodis seva personalitat canvia totalment sent molt esbojarrada i alegre. És una mica pallassa amb les seves dues amigues. Intenta seduir a en Masahiro per provar el seu amor amb la Rina i intenta tornar a la Hanon gelosa, perquè reconegui el seu amor per en Nagisa, però el cor de la Karen sembla pres per en Subaru, el seu company de treball en el Pol Sud, a qui no pot confessar el seu amor. Subaru també sembla estar molt enamorat de Karen. Subaru és el noi del qual s'enamora la Karen. És d'una expedició britànica, i va estar amb la Karen a l'Antàrtida, perquè la Llegendària Torre de Gel no es desfà. Però malauradament en Subaru va haver de marxar, i encara que la Karen li va dir que es tornarien a veure, ella sabia que era un amor impossible i que no tornarien a veure's. En Subaru no apareix més en la sèrie fins al capítol final.
La seva cançó és "Aurora no Kaze ni Notte" (Vents de l'Aurora). La seva primera aparició és en el capítol 21.
Noel
La Noel és la princesa de l'oceà Àrtic i la seva perla és la perla anyil. És la germana bessona de la princesa Karen. Com humana té el pèl blau molt fosc del mateix color que els seus ulls fins als malucs. Com sirena té pèl més llarg i una mica ondulat, els ulls són blau clar. A més porta unes arracades amb forma de gota d'aigua anyils. En la seva forma de cantant més poderosa, porta un recollit adornat amb petxines. La seva germana Karen porta el mateix només que a l'altre costat. La Noel té 17 anys.
Té una piga sota del seu ull dret igual que laKaren, però la seva germana sota l'ull esquerre.
És l'única princesa sirena que té una germana. la Karen i ella no només s'assemblen físicament, sinó que també tenen moltes coses en comú: la piga sota l'ull, són les princeses sirenes dels dos pols de la Terra, el vestit de la seva forma de cantant s'assembla molt, també una roba de carrer en la qual és del mateix estil, els seus colors freds ... encara que en el que més s'assemblen és en l'amor que sent l'una per l'altra. La Karen és més jove que Noel, perquè quan la Noel va néixer era un dijous 13 febrer gairebé a mitjanit i la Karen va néixer un divendres 14 de febrer (el dia de Sant Valentí) després de mitjanit, això sí, cadascuna en el pol oposat de la Terra.
La Noel és la millor amiga de la Rina i és la germana bessona de la Karen, sens dubte perquè cada una és princesa d'un dels dos pols de la Terra. La Noel té un caràcter molt altruista, sempre vol ajudar els altres o salvar-los, al risc de posar-se ella fins i tot en perill. Un exemple és com es va sacrificar en el lloc de la Rina quan van ser atacades per Gaito i Yuri quan destruïen el regne de la Rina, per permetre-li que se salvés i que anés a trobar les altres sirenes. Queda tancada en una columna de vidre amb la Coco en el palau de Gaito, que té la seva perla. Molt temps més tard, la Luchia, la Hanon, la Rina i la Karen les salven.
la Noel és una persona amable, simpàtica, comprensiva, humil... es podria dir que té un caràcter pràcticament oposat al de la Karen. És molt intel·ligent. Sap desxifrar coses impossibles que la resta de princeses sirenes no podrien fer. Li encanta llegir novel·les de misteri a la biblioteca, on passa el seu temps lliure.
En la temporada Pure, la Noel torna de nou amb la Karen i la Coco per passar les vacances amb la Luchia i les altres. Es pot conèixer una mica més de l'amable Noel, també molt divertida i graciosa. És una mica pallassa amb les seves dues amigues. Intenta fer entrar en raó a la Rina perquè creu que a en Masahiro li agrada la Karen, i intenta tornar a la Hanon gelosa, perquè reconegui el seu amor per en Nagisa.
A diferència de la Karen, la Noel no té cançó pròpia.
Alguns fans l'anomenen Noelle. Això és degut al fet que Noel, en ser un nom d'home, la seva forma femenina és Noelle. No obstant això en les traduccions més usuals apareix escrit com Noel. En la versió francesa del manga i l'anime el seu nom és Noelle mentre que en l'original està escrit Noel.
Coco
La Coco és la princesa de l'Oceà Pacífic Sud i la seva perla és la Perla Groga. Té 20 anys. Com humana té els cabells rossos crema completament llis i llarg fins a les espatlles, i els seus ulls són del mateix color. Com sirena i cantant té el cabell llarg fins als turmells i d'un ros més clar, i els ulls els té de color groc clar. Tant com humana com sirena té un serrell molt recte per sobre dels ulls. A més porta unes arracades amb forma de petxina groga allargada amb línies horitzontals.
Igual que la seva amiga Noel, també va ser capturada per en Gaito i estava tancada en una columna de vidre en el seu palau, ja que la seva amiga el va trair destruint el seu regne i capturant-la. La Coco és l'amiga de la infància de la Sara, i se sent culpable de la desgràcia de la seva amiga i que aquesta s'unís a en Gaito. És ella la que aconsella fer canviar d'opinió i la que la convenç que combati contra en Gaito amb les altres princeses sirenes. La Coco els explica tota la història de la Sara i explica a la Luchia i als altres perquè ha patit tant.
En la temporada Pure, la Coco és un personatge més present i més important en els episodis de l'estiu, ja que ve a passar les vacances amb la Luchia i les altres. És allà on apareix una nova faceta del caràcter de la Coco, molt més esbojarrada i alegre. És una mica pallassa amb les seves dues amigues. Intenta fer entrar en raó a Rina perquè creu que a en Masahiro li agrada la Karen, i intenta tornar a la Hanon gelosa, perquè reconegui el seu amor per en Nagisa.
A diferència de la Karen, la Coco no té cançó pròpia.
Sara
La Sara és la princesa sirena de l'oceà Índic i la seva perla és la Perla Taronja. És pràcticament igual en la seva forma humana com en la de sirena i cantant: cabells taronja i els ulls taronges també. Quan a causa d'un desengany amorós, l'odi l'envaeix, els cabells se li enfosqueixen fins al punt tornar-se negre intens. A més porta unes arracades amb una forma de gota d'aigua allargada i de color taronja tirant a daurat.
Té 20 anys, i per això és més gran que les altres sirenes (es porta uns quants mesos amb la Coco, que més tard compleix els 20 anys). Uns anys enrere es va enamorar d'en Taro Mitsuki, el professor de música, i van estar sortint junts (amb la Sara en la forma de sirena). En Taro s'allunyà d'ella perquè la Sara compleixi el seu deure de princesa sirena, però a ella l'odi l'envaeix el cos i s'alia amb en Gaito. Enganya a en Hippo, robant-li la Clau Segelladora que mantenia als Panthalassa tancats al fons del mar, i els allibera. Molt temps després, es troba amb l'home del seu dolor i intenta fer-lo patir al màxim, però, gràcies a l'amor de la Hanon per en Taro, ajuda a les seves germanes princeses sirenes i derroten a en Gaito, però desapareix amb ell en les profunditats de l'oceà per no deixar-lo sol altra vegada, ja que s'havia enamorat d'ell.
La Sara no desapareix completament ni en l'anime ni en el manga. Apareix sovint en la temporada Pure com a guia de les altres sirenes en forma d'esperit. Al final, torna a cantar amb les princeses sirenes, quan en Michel es purifica. La seva cançó és "Return to the Sea" (Retorn al Mar).
En el manga, pot transformar quan té el cabell negre (amb un vestit negre que recorda al d'una diva i un micròfon també negre) en l'anime no es transforma fins a perdonar a en Taro.
Seira
La Seira és la successora de la Sara, princesa sirena de l'Oceà Índic, i la que s'encarrega de guardar la perla taronja. La Seira apareix en forma d'esperit a la Luchia com sirena. La seva perla és la Perla Taronja. Té el mateix aspecte com sirena que com humana, però en la seva forma humana el seu cabell és més curt: cabells llargs fins als genolls de color taronja i ulls del mateix color. A més porta unes arracades com els de Sara. Seira, té 8 anys i és menor que les altres princeses sirenes.
Quan va arribar l'hora de néixer de la Seira, Lord Michel la va absorbir aprofitant que estava indefensa i Luchia estava sola i feble, per tant, està tancada en el cos d'en Lord Michel, el seu naixement és retardat fins que la Luchia aconsegueix reunir tots els fragments de l'ànima de la Seira contingudes en les ales de Lord Michel. Cada vegada que Luchia aconsegueix un nou tros de l'ànima de la Seira, aprèn alguna cosa nova en relació amb l'amor o l'amistat. Quan neix, la Luchia li atorga la perla taronja, així convertint-se en la nova princesa sirena de la perla taronja.
Relacionat amb el seu caràcter, se sap que és bastant infantil, extravertida, alegre i una mica hiperactiva. La Seira creu que en Lord Michel després de tot és bo i que a més vol alguna cosa bona per la terra.
Seira canta 2 cançons, "Beautiful Wish" (Bell Desig) i "Birth of Love" (Naixement d'amor).

## Contingut de l'obra

### Manga
El manga original, creat per Yokote amb il·lustracions de Hanamori, va començar a publicar-se en el número de setembre de 2002 de Nakayoshi. Té un total de 32 capítols, amb l'últim publicat al número d'abril de 2005 de la revista esmentada (publicat el març de 2005). Hi ha un total de set volums tankōbon de Kodansha, els sis primers contenen cinc capítols cadascun i l'últim en té dos. Van ser publicats entre el 18 de març de 2003 i el 30 d'abril de 2005.
Un manga seqüela escrit i il·lustrat per Hanamori, titulat Mermaid Melody Pichi Pichi Pitch Aqua, va començar a serialitzar-se al número de setembre de la revista Nakayoshi de Kodansha el 3 d'agost de 2021.
A Espanya el manga va arribar en castellà per part de l'editorial Arechi Manga el 3 de març de 2022.

### Anime
L'adaptació a sèrie d'anime va ser dirigida per Yoshitaka Fujimoto, produïda per TV Aichi, We've i Tokyu Agency, i animada per Actas i Synergy Japan. La primera temporada consta de 52 episodis i es va emetre al canal TV Aichi del 5 d'abril de 2003 al 27 de març de 2004. La segona temporada, titulada Mermaid Melody: Pichi Pichi Pitch Pure (マーメイドメロディーぴちぴちピッチピュア, Māmeido Merodī Pichi Pichi Picchi Pyua), consta de 39 episodis i va ser emesa del 3 d'abril fins al 25 de desembre de 2004.
A Espanya es va poder veure al canal Clan TVE, en castellà, la primera temporada de la qual va començar a emetre's el 30 de juny de 2008 i va acabar el 9 de setembre del mateix any. La segona temporada des del 10 de setembre fins al 3 de novembre. Des del 17 d'octubre de 2011 també es va poder veure a Disney Channel.

#### Música
Openings (Tema d'obertura)
- Taiyou no Rakuen ~Promised Land~, cantada per Miyuki Kanbe (Episodis 1-28)
- Rainbow Notes, cantada per Miyuki Kanbe (Episodis 29-52)
- Before the Moment, cantada per Eri Kitamura (Episodis 53-91)

Endings (Tema de tancament)
- Daiji na Takarabako, cantada per Luchia (Asumi Nakata) (Episodis 1-28)
- Sekai de Ichiban Hayaku Asa ga kuru Basho, cantada per Luchia (Asumi Nakata), Hanon (Hitomi Terakedo) i Rina (Mayumi Asano) (Episodis 29-52)
- Ai no ondo °C, cantada per Luchia (Asumi Nakata), Hanon (Hitomi Terakedo) i Rina (Mayumi Asano) (Episodis 53-91)

Cançons de les sirenes
- Legend of Mermaid, cantada per Luchia (Asumi Nakata), Hanon (Hitomi Terakedo), Rina (Mayumi Asano), Karen (Ema Kogure), Noel (Ryoko Nagata), Coco (Satomi Arai) i Sara (Kana Ueda)
- Koi wa Nan Darou, cantada per Luchia (Asumi Nakata)
- Super Love Songs!, cantada per Luchia (Asumi Nakata), Hanon (Hitomi Terakedo) i Rina (Mayumi Asano)
- KIZUNA, cantada per Luchia (Asumi Nakata), Hanon (Hitomi Terakedo) i Rina (Mayumi Asano)
- Yume no Sono Saki he, cantada per Luchia (Asumi Nakata), Hanon (Hitomi Terakedo) i Rina (Mayumi Asano)
- Splash Dream, cantada per Luchia (Asumi Nakata)
- Ever Blue, cantada per Hanon (Hitomio Terakedo)
- Star Jewel, cantada per Rina (Mayumi Asano)
- Aurora no Kaze ni Notte, cantada per Karen (Ema Kogure)
- Return to the Sea, cantada per Sara (Kana Ueda)
- KODOU Perfect Harmony, cantada per Luchia (Asumi Nakata), Hanon (Hitomo Terakedo), Rina (Mayumi Asano), Karen (Kana Ueda), Noel (Ryoko Nagata), Coco (Satomi Arai) i Sara (Kana Ueda)
- Mizuiro no senritsu, cantada per Hanon (Hitomo Terakedo), cors fets per Luchia (Asumi Nakata) i Rina (Mayumi Asano)
- Piece of Love, cantada per Rina (Mayumi Asano)
- Nanatsu no Umi no Monogatari ~Pearls of Mermaid~, cantada per Luchia (Asumi Nakata), Hanon (Hitomo Terakedo) i Rina (Mayumi Asano)
- Beautiful Wish, cantada per Seira (Eri Kitamura)
- Birth of Love, cantada per Seira (Eri Kitamura)
- Mother Symphony, cantada per Luchia (Asumi Nakata), Hanon (Hitomo Terakedo) i Rina (Mayumi Asano)
- Kibou no Kaneoto ~Love Goes On~, cantada per Luchia (Asumi Nakata), Hanon (Hitomo Terakedo), Rina (Mayumi Asano), Karen (Kana Ueda), Noel (Ryoko Nagata), Coco (Satomi Arai), Seira (Eri Kitamura) i Kirara

Altres cançons
- Kuro no Kyousoukyoku ~concerto~, cantada per les Germanes Bellesa Negra (Miki Tsuchiya i Noriko Shitaya)
- Yami no Baroque, cantada per les Germanes Bellesa Negra (Miki Tsuchiya i Noriko Shitaya)
- Ankoku no Tsubasa, cantada per Lady Bat (Sanae Kobayashi)
- Hana to Chou no Serenade, cantada per Lanhua (Megumi Kojima)
- Star Mero Mero Heart, cantada per Alala (Masayo Kurata)
- Oh yeah! Alala, cantada per Alala (Masayo Kurata)
- Ashita ga Mienakute, cantada per Mikaru (Eri Kitamura)
- Tsubasa wo Daite, cantada per Mikel (Junko Minagawa)

### Videojocs
Tres videojocs (desenvolupats per Konami Computer Entertainment Japan) es van llançar a la consola Game Boy Advance de Nintendo durant l'emissió original de l'anime. Tots els jocs tenien capacitats multijugador, però requerien que cada jugador tingués la seva pròpia còpia del joc per poder-hi jugar.
- Mermaid Melody: Pichi Pichi Pitch (マーメイドメロディーぴちぴちピッチ, Māmeido Merodī Pichi Pichi Picchi). Un videojoc basat en Dance Dance Revolution, conté 8 cançons de l'anime. Es va posar a la venda el 9 d'octubre del 2003.[10]
- Mermaid Melody: Pichi Pichi Pitch - Pichi Pichi Party (マーメイドメロディーぴちぴちピッチ ぴちぴちパーティ, Māmeido Merodī Pichi Pichi Picchi Pichi Pichi Pāti). Un videojoc de joc de taula virtual, amb una jugabilitat semblant als de la saga Mario Party. Es va posar a la venda el 18 de desembre de 2003.[11]
- Mermaid Melody Pichi Pichi Picchi - Pichi Pichi Pitchito Live Start! (マーメイドメロディーぴちぴちピッチ ぴちぴちっとライブスタート!, Māmeido Merodī Pichi Pichi Picchi Pichi Pichi Pichitto Laivu Stato!). D'estil semblant al primer videojoc, conté 14 cançons i diversos minijocs, a més d'un mode història que comprèn els episodis 1 a 39 de la primera temporada de l'anime. Tot i això, malgrat aquesta joc és un joc de música (juntament amb el primer), no forma part de la sèrie Bemani. Es va posar a la venda el 18 de març de 2004.[12]